# Pogonostoma ovicolle
Pogonostoma ovicolle is een keversoort uit de familie van de loopkevers (Carabidae). De wetenschappelijke naam van de soort is voor het eerst geldig gepubliceerd in 1893 door W.Horn.